# Nathaniel Coleman
Nathaniel Coleman (1 de enero de 1997) es un deportista estadounidense que compite en escalada. Participó en los Juegos Olímpicos de Tokio 2020, obteniendo una medalla de plata en la prueba combinada.

## Palmarés internacional
| Juegos Olímpicos | Juegos Olímpicos | Juegos Olímpicos | Juegos Olímpicos |
| Año              | Lugar            | Medalla          | Prueba           |
| ---------------- | ---------------- | ---------------- | ---------------- |
| 2020             | Tokio (Japón)    | Medalla de plata | Combinada        |